# Änglavakt (låt)
Änglavakt är en låt framförd av John Lundvik i Melodifestivalen 2022. Låten som deltog i den andra deltävlingen, gick direkt vidare till final.
Låten är skriven av artisten själv, Anderz Wrethov, Benjamin Rosenbohm, Elin Wrethov och Fredrik Sonefors.